# Wojsk
Wojsk (kaszub. Wòjsk; niem. Woysk, dawniej Rekowska Dombrowska) – wieś kaszubska w Polsce, położona w województwie pomorskim, w powiecie bytowskim, w gminie Lipnica, w rejonie Kaszub zwanym Gochami, w pobliżu trasy drogi wojewódzkiej nr 212. Siedziba sołectwa Wojsk, w którego skład wchodzą również Kozy i Skryte.
W latach 1975–1998 wieś administracyjnie należała do województwa słupskiego.

## Integralne części wsi
| SIMC    | Nazwa  | Rodzaj    |
| ------- | ------ | --------- |
| 0747354 | Skryte | część wsi |

## Historia
Wieś założona w 1390 przez Krzyżaków, położona nad jeziorem Głeboke. Do 1919 miejscowość była pod administracją zaboru pruskiego. Od zakończenia I wojny światowej Wojsk ponownie należy do Polski. W okresie dwudziestolecia międzywojennego należał do ówczesnego powiatu chojnickiego i był miejscowością graniczną z oficjalnym przejściem granicznym (kontrola paszportowa i celna) –granica z Niemcami przebiegała na północ od wsi. Podczas okupacji niemieckiej nazwa Woysk została przez nazistowskich propagandystów niemieckich (w ramach szerokiej akcji odkaszubiania i odpolszczania nazw niemieckiego lebensraumu) zweryfikowana jako zbyt kaszubska i przemianowana na nowo wymyśloną i bardziej niemiecką - Streitfelde. W okresie II Rzeczypospolitej stacjonowała tu placówka Straży Granicznej Inspektoratu Granicznego nr 7 „Chojnice”.